# Реннерт, Гюнтер
Гюнтер Реннерт (нем. Günther Rennert; 1 апреля 1911, Эссен — 31 июля 1978, Зальцбург) — немецкий театральный деятель, оперный режиссёр, музыкальный педагог, профессор оперной драматургии в Музыкальной академии (с 1973).

## Биография
Сын школьного инспектора. Изучал право в университетах Мюнхена, Берлина и Галле . В 1934 году защитил докторскую диссертацию.
Затем изучал музыку в консерватории им. Рихарда Штрауса в Мюнхене, посещал театральную школу. В 1935—1937 годах был помощником режиссёра Франкфуртской оперы во Франкфурте-на-Майне, в 1938-1939 годах — в Вуппертале. В 1939 году работал главным режиссёром в опере Майнца, где одной из его первых постановок стала немецкая премьера оперы «Глупая девица» Э. Вольфа-Феррари. С 1939 года — главный режиссер в Кёнигсберге, в 1942—1943 годах — в Немецкой опере Берлина.
После окончания Второй мировой войны Баварская государственная опера открылась в 1945 году его постановкой «Фиделио» Людвига ван Бетховена. С 1946 по 1956 год был директором Гамбургского оперного театра. В 1959-1967 годах работал главным режиссёром Глайндборнского оперного фестиваля, выступал в Штутгарте , Гамбурге и других городах Германии. Был директором Баварской государственной оперы в Мюнхене (1967-1976). 
В качестве приглашённого режиссёра работал в операх Нью-Йорка , Эдинбурга, Зальцбурга, Лондона, Буэнос-Айреса, Милана и др. 
Последователь реалистических принципов в режиссуре, заложенных его учителем В. Фельзенштейном, считается одним из выдающихся немецких мастеров оперной сцены. Ставил также драматические спектакли.
Умер от закупорки лёгочной артерии. Похоронен в Крайллинге.